# Реваскуларизација
Реваскуларизација је хируршки поступак који може обновити проток крви у блокираним артеријама или венама. За некога са болешћу периферних артерија (ПВБ), операција може помоћи у ублажавању симптома и спречавању озбиљних компликација. Главни циљеви реваскулације су да ублажи бол, омогући пацијенту да остане активан, створи услове за зацељење ране повезане са недостатком крви у ткивима, сачува пацијента од ампутације удова и свеукупно гледано побољша пацијенту свакодневни живот.

## Индикације
Пацијенти са артеријама које су толико блокиране да крв не може да тече до њиховог срца, плућа ногу, стопала или других делова тела могу имати користи од процедуре реваскуларизације.
Како свака блокада протока крви доводи до исхемије она има за последицу тешко оштећење ткива  које прате симптоми као што су бол, чиреви или гангрена. Без реваскуларизације, која се сматра ургентном методом, пацијенти са тешком блокадом крвних судова могу да доживе срчани или мождани удар или изгубе цео или део уда због гангрене и ампутације.  

## Методе реваскуалризације
Реваскуларизација спада у две главне категорије: неинвазивне интервентне процедуре и традиционалније операције.

### Минимално инвазивне интервентне процедуре
Постоје две главне врсте интервентних процедура, а то су ангиопластика и атеректомија.

#### Ангиопластика
Ангиопластика или перкутана транслуминална ангиопластика је инвазивна техника механичког ширења сужених или зачепљених крвних судова (најчешће изазваних атеросклеротичним плаковима) применом балон катетеризације.
Кроз отвор на крвном суду руке или препона у артеријски или венски систем уводи се специјални жичани катетер са празним гуменим балоном на врху (познат као балон катетер), или без њега, који се пласира у предео сужења на крвном суду, а затим напумпава до одређене величине водом под притиском 75 до 500 пута већим од нормалног крвног притиска (6 до 20 атмосфера). Балон сабија и мрви масне наслаге на зиду крвног суда, отвара (шири) лумен крвног суда и побољшава или реканалише проток крви кроз сужен крвни суд. Након завршене дилатације крвног суда балон се испумпава и извлачи из циркулационог система пацијента.

#### Уградња стента
Стент је веома мала цевчица која се убацује у артерију да би  она била отворена за пролазак крви. Стент се поставља тек након што се уклони плак (холестерол и масноћу) са зида крвног суда. 
Стентови су уређаји у облику цеви попут мале рибарске мреже. Многи стентови су метални, али компаније користе и друге материјале за израду одређених врста стентова.  Различите су величине у зависно од врсте крвног суда у који се уграђују (нпр. коронарни стент може бити дугачак 8 до 48 милиметара и широк око 2 до 5 мм). 
Стент остаје трајно унутар артерије (осим врсте стента обложеног леком који се раствара).

#### Атеректомија
Атеректомија је минимално инвазивна техника за уклањање накупљеног атеросклеротског плака  у артеријама (атеросклероза)  или отварање уских или блокираних артерија. Поступак помаже у обнављању физиолошког протока крви и ублажава симптоме болести периферних артерија (ПАБ).
Она је алтернатива ангиопластици за лечење болести периферних артерија, иако постојеће студије нису адекватне да би се утврдило да ли је боља од ангиопластике. Такође је користи се и  за лечење болести коронарних артерија, иако без доказа супериорности у односу на ангиопластику.
Код ове методе за отклањање плака у крвним судовима тренутно се користити неколико различитих врста оштрица или ласера. 
| Метода                           | Опис методе                                                                          |
| -------------------------------- | ------------------------------------------------------------------------------------ |
| Ексцизиона атеректомија          | Заснива се на примени оштрице инструмента који сече плак у једном правцу.            |
| Ласерска аблацијска атеректомија | Заснива се на примени ласера чији зрак уништава плак.                                |
| Орбитална атеректомија           | Заснива се на примени ротационог алата који ради као брусни папир за уклањање плака. |
| Ротациона атеректомија           | Заснива се на примени малих сечива који кружним покретима секу плак.                 |

### Класична хируршка реваскуларизација
Постоје две главне врсте традиционалних операција реваскуларизације: уградња заобилазнице (бајпаса) и ендаректомија.

#### Уградња заобилазнице
Уградња заобилазнице, преноснице, хируршког шанта и бајпаса је свака природна или вештачка заобилазница за скретање физиолошког протока циркулишућег садржаја у телу човека, изведена хируршким путем.
Операција уградње заобулазнице периферне артерије једна је од реваскуларизационих метода, којом се омогучава да крв заобиђе блокирану артерију. Иако је потребно је неколико недеља да се пацијент опорави од ове операције, али многи од њих потом имају бољи проток крви  наредних неколико година.

#### Ендартеректомија
Ендартеректомија је операција отварања сужених или блокираних артерија  како би се побољшао проток крви и смањили ризик од крвних угрушака или можданог удара.
Ендартеректомијом се уклања накупина плака из сужених или блокираних артерија. То може бити третман болести периферних артерија или болести каротидних артерија. Код ове реваскуларизационе методе  лекар прави рез преко блокиране артерије током процедуре. Затим користе посебан алат за уклањање плака.